# Sân bay quốc tế Thuyền Trưởng FAP David Abensur Rengifo
Sân bay Captain FAP David Abensur Rengifo (IATA: PCL, ICAO: SPCL) là một sân bay hoạt động tại thành phố Pucallpa, Peru. Sân bay được vận hành bởi AdP S.A. (Aeropuertos del Perú S.A.), một tổ chức chính phủ quản lý các sân bay Peru. Đây là sân bay chính của Vùng Ucayali.

## Các hãng hàng không và điểm đến
| Các hãng hàng không  | Điểm đến                                     |
| -------------------- | -------------------------------------------- |
| LATAM Perú           | Lima Iquitos (theo mùa)                      |
| Hãng Hàng không Peru | Lima, Iquitos                                |
| Star Perú            | Lima, Iquitos                                |
| North American Flote | Chuyến bay thuê tới các thành phố trong rừng |
| AirMajoro            | Chuyến bay thuê tới các thành phố trong rừng |

## Tai nạn và sự cố
- Xem chuyến bay 204 của TANS Peru, ngày 23 tháng 8 năm 2005.